# Шириноб
Шириноб (тадж. Шириноб, до марта 2022 г. —  Карашура) — село в сельском джамоате Лахши Боло Лахшского района. Расстояние от села до центра района — 47 км, до центра джамоата — 3 км. Население — 1185 человек (2017 г.), таджики.